# Sergei Pavlovich
Sergei Vladimirovich Pavlovich (en russe : Сергей Павлович), né le 13 mai 1992 à Orlovsky (Russie), est un pratiquant d'arts martiaux mixtes (MMA) russe. Il combat actuellement dans la catégorie des poids lourds de l'Ultimate Fighting Championship (UFC).

## Jeunesse et débuts en lutte
Sergei Vladimirovich Pavlovich (en russe : Серге́й Влади́мирович Павло́вич) naît le 13 mai 1992 à Orlovsky, dans l'oblast de Rostov, en Russie. À l'âge de 5 ans, il commence à pratiquer la lutte gréco-romaine sous la direction de l'entraîneur Alexander Fedorovich Aloyan. Il s'entraîne à la lutte jusqu'à sa onzième année. Après avoir servi dans les Forces armées de la fédération de Russie, il commence à s'entraîner au combat à mains nues et au sambo de combat.

## Carrière dans les arts martiaux mixtes

### Fight Nights (2014-2017)
Le 20 décembre 2014, il affronte le Russe Alexander Derevyanko à Moscou, en Russie, et remporte le combat par KO technique. Le 21 mars 2015, il affronte le Russe Sergey Buinachev à Moscou, en Russie, et remporte le combat par KO technique. Le 30 mai 2015, il affronte le Slovaque Ilja Škondrič à Banská Bystrica, en Slovaquie, et remporte le combat par KO technique.
Le 31 juillet 2015, il affronte le Russe Vladimir Daineko à Sotchi, en Russie, et remporte le combat par KO. Le 25 septembre 2015, il affronte le Russe Sultan Murtazaliev à Kaspiisk, au Daghestan russe, et remporte le combat par KO technique. Le 11 décembre 2015, il affronte l'Allemand Ruben Wolf à Moscou, en Russie, et remporte le combat par KO technique.
Le 29 avril 2016, il affronte le Russe Magomedbag Agaev à Moscou, en Russie, et remporte le combat par décision unanime. Le 17 juin 2016, il affronte le Français Chaban Ka à Saint-Pétersbourg, en Russie, et remporte le combat par KO technique. Le 25 septembre 2016, il affronte le Russe Akhmedshaikh Gelegaev à Kaspiisk, et remporte le combat par KO technique. Le 16 novembre 2016, il affronte le Biélorusse Alexei Kudin à Saint-Pétersbourg, en Russie, et remporte le combat par décision unanime.
Le 2 juin 2017, il affronte le Russe Mikhail Mokhnatkin (en) à Saint-Pétersbourg, en Russie, et remporte le combat par décision unanime. Le 19 novembre 2017, il affronte le Russe Kirill Sidelnikov à Penza, en Russie, et remporte le combat par KO technique.

### Ultimate Fighting Championship (depuis 2018)
Le 24 novembre 2018, il affronte le Néerlandais Alistair Overeem à Pékin, en Chine, et perd le combat par KO technique. Le 20 avril 2019, il affronte le Brésilien Marcelo Golm (en) à Saint-Pétersbourg, en Russie, et remporte le combat par KO. Sa prestation est désignée Performance de la soirée. Le 26 octobre 2019, il affronte l'Américain Maurice Greene (en) à Kallang, à Singapour, et remporte le combat par KO technique.
Le 19 mars 2022, il affronte le Russe Shamil Abdurakhimov (en) à Londres, en Angleterre, et remporte le combat par KO technique. Sa prestation est désignée Performance de la soirée. Le 19 mars 2022, il affronte l'Américain Derrick Lewis à Dallas, au Texas, et remporte le combat par KO technique. Le 3 décembre 2022, il affronte l'Australien Tai Tuivasa à Orlando, en Floride, et remporte le combat par KO. Sa prestation est désignée Performance de la soirée.
Le 22 avril 2023, il affronte l'Américain Curtis Blaydes à Las Vegas, dans le Nevada, et remporte le combat par KO technique. Sa prestation est désignée Performance de la soirée. Le 11 novembre 2023, il affronte le Britannique Tom Aspinall à New York, dans l'État de New York, et perd le combat par KO.
Le 22 juin 2024 à Riyad, il s'incline face à son compatriote Alexander Volkov (en) via décision unanime.

## Palmarès en arts martiaux mixtes

### Distinctions
- Ultimate Fighting Championship
  - Performance de la soirée (× 4) : face à Marcelo Golm, Shamil Abdurakhimov, Tai Tuivasa et Curtis Blaydes[16],[19],[22],[24].

### Historique des combats
| 22 combats     | 19 victoires | 3 défaites |
| Par KO         | 15           | 2          |
| Par soumission | 0            | 0          |
| Sur décision   | 4            | 1          |

| Résultat | Record | Adversaire            | Méthode                       | Événement                                   | Date              | Round | Temps | Lieu                       | Notes                                                |
| -------- | ------ | --------------------- | ----------------------------- | ------------------------------------------- | ----------------- | ----- | ----- | -------------------------- | ---------------------------------------------------- |
| Victoire | 19-3   | Jairzinho Rozenstruik | Décision unanime              | UFC Fight Night: Adesanya vs. Imavov        | 1er février 2025  | 3     | 5:00  | Riyadh, Arabie Saoudite    |                                                      |
| Défaite  | 18-3   | Alexander Volkov      | Décision unanime              | UFC Fight Night: Whittaker vs. Aliskerov    | 22 juin 2024      | 3     | 5:00  | Riyadh, Arabie saoudite    |                                                      |
| Défaite  | 18-2   | Tom Aspinall          | KO (coups de poing)           | UFC 295                                     | 11 novembre 2023  | 1     | 1:09  | New York, État de New York | Pour le titre intérimaire des poids-lourds de l’UFC. |
| Victoire | 18-1   | Curtis Blaydes        | TKO (coups de poing)          | UFC Fight Night: Pavlovich vs. Blaydes      | 22 avril 2023     | 1     | 3:08  | Las Vegas, Nevada          | Performance de la soirée.                            |
| Victoire | 17-1   | Tai Tuivasa           | KO (coups de poing)           | UFC on ESPN: Thompson vs. Holland           | 3 décembre 2022   | 1     | 0:54  | Orlando, Floride           | Performance de la soirée.                            |
| Victoire | 16-1   | Derrick Lewis         | TKO (coups de poing)          | UFC 277                                     | 30 juillet 2022   | 1     | 0:55  | Dallas, Texas              |                                                      |
| Victoire | 15-1   | Shamil Abdurakhimov   | TKO (coups de poing)          | UFC Fight Night: Volkov vs. Aspinall        | 19 mars 2022      | 1     | 4:03  | Londres, Angleterre        | Performance de la soirée.                            |
| Victoire | 14-1   | Maurice Greene        | TKO (coups de poing)          | UFC Fight Night: Maia vs. Askren            | 26 octobre 2019   | 1     | 2:11  | Kallang, Singapour         |                                                      |
| Victoire | 13-1   | Marcelo Golm          | KO (coup de poing)            | UFC Fight Night: Overeem vs. Oleinik        | 20 avril 2019     | 1     | 1:06  | Saint-Pétersbourg, Russie  | Performance de la soirée.                            |
| Défaite  | 12-1   | Alistair Overeem      | TKO (coups de poing)          | UFC Fight Night: Blaydes vs. Ngannou 2      | 24 novembre 2018  | 1     | 4:21  | Pékin, Chine               |                                                      |
| Victoire | 12-0   | Kirill Sidelnikov     | TKO (coups de poing)          | Fight Nights Global 79                      | 19 novembre 2017  | 1     | 2:45  | Penza, Russie              |                                                      |
| Victoire | 11-0   | Mikhail Mokhnatkin    | Décision unanime              | Fight Nights Global 68                      | 2 juin 2017       | 5     | 5:00  | Saint-Pétersbourg, Russie  |                                                      |
| Victoire | 10-0   | Alexei Kudin          | Décision unanime              | Fight Nights Global 54                      | 16 novembre 2016  | 3     | 5:00  | Saint-Pétersbourg, Russie  |                                                      |
| Victoire | 9-0    | Akhmedshaikh Gelegaev | TKO (genou et coups de poing) | Fight Nights Global 51                      | 25 septembre 2016 | 1     | 3:35  | Kaspiisk, Russie           |                                                      |
| Victoire | 8-0    | Chaban Ka             | TKO (coups de poing)          | Fight Nights Global 50                      | 17 juin 2016      | 1     | 1:54  | Saint-Pétersbourg, Russie  |                                                      |
| Victoire | 7-0    | Magomedbag Agaev      | Décision unanime              | Fight Nights Global 46                      | 29 avril 2016     | 3     | 5:00  | Moscou, Russie             |                                                      |
| Victoire | 6-0    | Ruben Wolf            | TKO (coups de poing)          | EFN: Fight Nights Moscow                    | 11 décembre 2015  | 1     | 2:02  | Moscou, Russie             |                                                      |
| Victoire | 5-0    | Sultan Murtazaliev    | TKO (coups de poing)          | EFN: Fight Nights Dagestan                  | 25 septembre 2015 | 1     | 0:59  | Kaspiisk, Russie           |                                                      |
| Victoire | 4-0    | Vladimir Daineko      | KO (coup de poing)            | Fight Nights: Sochi                         | 31 juillet 2015   | 1     | 0:24  | Sotchi, Russie             |                                                      |
| Victoire | 3-0    | Ilja Škondrič         | TKO (coups de poing)          | Full Fight 1: Slovakia and Czech vs. Russia | 30 mai 2015       | 1     | 1:15  | Banská Bystrica, Slovaquie |                                                      |
| Victoire | 2-0    | Sergey Buinachev      | TKO (coups de poing)          | Fight Nights: Cup of Moscow                 | 21 mars 2015      | 1     | 0:20  | Moscou, Russie             |                                                      |
| Victoire | 1-0    | Alexander Derevyanko  | TKO (coups de poing)          | Fight Nights: Battle of Moscow 18           | 20 décembre 2014  | 1     | 3:52  | Moscou, Russie             | Début en poids lourds.                               |